# Balanerodus
Balanerodus es un poco conocido género extinto de caimán (crocodiliano perteneciente a la familia de los aligatóridos). Sus fósiles han sido hallados en Colombia, en la zona de Chaparral, en el departamento de Tolima, datando de fines del Oligoceno, con hallazgos más recientes en la Amazonia peruana, en el arco de Fitzcarrald (formación Ipururo), en la edad regional Laventense del Mioceno medio (13.8-12 millones de años) de América del Sur. Balanerodus fue definido a partir de una serie de 118 dientes aislados, de 20 mm de altura y caracterizados por su forma bulbosa y grueso esmalte, que llevó a postular que estos dientes son de la parte posterior de algún tipo de caimán que se alimentaba de presas de conchas duras, como crustáceos y moluscos. Una mandíbula fragmentada con dientes parecidos fue reportada de la zona de La Venta en Colombia (formación Villavieja, Mioceno), pero la pobre descripción del género deja en suspenso su asignación a Balanerodus y la necesidad de mejores estudios sobre esta especie.